# Young April
Young April é um filme mudo norte-americano de 1926, do gênero comédia romântica, estrelado por Bessie Love. O filme foi financiado por Cecil B. DeMille e dirigido por Donald Crisp.

## Elenco
- Joseph Schildkraut como Princesa Caryl
- Rudolph Schildkraut como rei Stefan
- Bessie Love como Victoria
- Bryant Washburn como Príncipe Michael
- Clarence Geldart como Krutchki
- Alan Brooks como Jerry Lanningan
- Dot Farley como Maggie
- Carrie Daumery como Condessa Morne
- Joseph Belmont (creditado como Baldy Beldmont) como Hans